# Liste der Bodendenkmäler in Kötz
Auf dieser Seite sind die Bodendenkmäler in der schwäbischen Gemeinde Kötz zusammengestellt. Diese Tabelle ist eine Teilliste der Liste der Bodendenkmäler in Bayern. Grundlage ist die Bayerische Denkmalliste, die auf Basis des Bayerischen Denkmalschutzgesetzes vom 1. Oktober 1973 erstmals erstellt wurde und seither durch das Bayerische Landesamt für Denkmalpflege geführt wird. Die folgenden Angaben ersetzen nicht die rechtsverbindliche Auskunft der Denkmalschutzbehörde.

## Bodendenkmäler in Kötz
| Lage                              | Objekt | Akten-Nr.     | Bild                                          |
| --------------------------------- | --- | ------------- | --------------------------------------------- |
| (Standort)                        | Siedlung der Hallstattzeit und Villa rustica der römischen Kaiserzeit.                                                                     | D-7-7527-0051 |                                               |
| (Standort)                        | Viereckschanze der jüngeren Latènezeit. | D-7-7527-0057 |                                               |
| (Standort)                        | Grabhügel vorgeschichtlicher Zeitstellung.                                                                                                 | D-7-7527-0058 |                                               |
| (Standort)                        | Mittelalterlicher Burgstall, frühneuzeitliches Schloss.                                                                                    | D-7-7527-0060 |                                               |
| (Standort)                        | Mittelalterliche und frühneuzeitliche Befunde im Bereich der abgegangenen Kirche St. Anna.                                                 | D-7-7527-0061 |                                               |
| (Standort)                        | Gräber des Frühmittelalters. | D-7-7527-0062 |                                               |
| (Standort)                        | Grabhügel der Hallstattzeit. | D-7-7527-0067 |                                               |
| (Standort)                        | Grabhügel vorgeschichtlicher Zeitstellung.                                                                                                 | D-7-7527-0068 |                                               |
| (Standort)                        | Siedlung der Bronze-, Urnenfelder- und Latènezeit.                                                                                         | D-7-7527-0071 |                                               |
| (Standort)                        | Grabhügel der Hallstattzeit | D-7-7527-0092 |                                               |
| Friedrich-Raab-Weg 6 (Standort)   | Mittelalterliche und frühneuzeitliche Befunde im Bereich der katholischen Kirche St. Johann Baptist in Ebersbach.                          | D-7-7527-0305 | weitere Bilder                                |
| Kirchstraße 27 und 27a (Standort) | Mittelalterliche und frühneuzeitliche Befunde im Bereich der katholischen Kirche St. Peter und Paul in Großkötz.                           | D-7-7527-0307 |                                               |
| (Standort)                        | Mittelalterliche und frühneuzeitliche Befunde im Bereich der katholischen Pfarrkirche St. Nikolaus in Kleinkötz und ihrer Vorgängerbauten. | D-7-7527-0309 | Mittelalterliche und frühneuzeitliche Befunde |
| Schloßstraße 21 (Standort)        | Mittelalterliche und frühneuzeitliche Befunde im Bereich des von Holzapfel’schen Schlosses und seiner Vorgängerbauten.                     | D-7-7527-0310 | weitere Bilder                                |
| (Standort)                        | Grabhügel der Hallstattzeit. | D-7-7528-0013 |                                               |
| (Standort)                        | Viereckschanze der jüngeren Latènezeit. | D-7-7528-0067 |                                               |
| Kleinkötz (Standort)              | Grabhügel vorgeschichtlicher Zeitstellung.                                                                                                 | D-7-7528-0068 |                                               |